# Bandera de Malaui
La bandera de Malaui (en chichewa: mbendera ya Malaŵi) es uno de los símbolos nacionales del país, cuyo diseño actual data del 6 de julio de 1964, cuando la colonia Nyasalandia declaró su independencia del Reino Unido y se renombró a sí misma como Malaui.

## 1964-2010, 2012-presente
La primera bandera de Malaui independiente fue adoptada el 6 de julio de 1964. El sol naciente representa el amanecer de la esperanza y la libertad para el continente africano (cuando la bandera fue creada, otros países de África se independizaron del dominio imperial europeo). El negro representa a los pueblos indígenas del continente, el rojo simboliza la sangre de su lucha, y el verde representa la naturaleza. La bandera se parece a la bandera panafricana diseñada por Marcus Garvey de la Asociación Universal para la Mejora del Hombre Negro con las bandas rojas y negras invertidas y un sol rojo en la parte superior. También se asemeja a la bandera de la República de Biafra. El 28 de mayo de 2012, bajo la presidencia de Joyce Banda, el Parlamento votó a favor de volver a la bandera de la independencia.

## 2010-2012
Una actual bandera de Malaui fue adoptada el 29 de julio de 2010, después de que el Partido Progresista Democrático dirigido por el gobierno propuso una nueva bandera. Las rayas fueron alteradas de la bandera anterior, para que coincidiera con el original diseño de la bandera panafricana, con la banda roja en la parte superior, la banda negra en el medio, y la banda verde en la parte inferior. El sol que se levanta en la parte superior de la bandera fue reemplazado por un sol blanco en la parte central, que representa el progreso económico de Malaui desde que se convirtió independiente. El opositor Frente Democrático Unido se cuestiona la legitimidad de cambio de pabellón en la corte. La bandera fue aprobada por el presidente de Malaui, Bingu wa Mutharika quién aprobó el cambio de pabellón, el 29 de julio de 2010. Había mucho clamor público acerca de si había una necesidad de cambiar la bandera, pero el proceso continuó a pesar de no ser bien recibida por gran parte del público. El 28 de mayo de 2012, el Parlamento de Malaui aprobó un proyecto de ley para volver a la vieja bandera de la independencia.

## Banderas históricas

Bandera del Reino Unido (1891-1914)
Bandera de Nyasalandia (1914-1925)
Bandera de Nyasalandia (1925-1953, 1963-1964)
Bandera de la Federación de Rodesia y Nyasalandia (1953-1963)
Bandera nacional de Malaui (1964-2010)
Bandera nacional de Malaui (2010-2012)
Bandera nacional de Malaui (2012-presente)

## Otras banderas

Estandarte Presidencial del Presidente de Malaui